# Álvaro Urtecho
Álvaro Urtecho fue un poeta, crítico literario y ensayista en lengua castellana nacido en 1951 en Rivas (Nicaragua) y muerto en 2007 en Managua.

## Biografía
Realizó estudios de Bachillerato en el Instituto Nacional "Rosendo López" de su ciudad natal. Cursó estudios de Humanidades en la Universidad Centroamericana y de Filosofía y Letras en Madrid y Barcelona.
En Costa Rica escribió su extenso poema Cantata estupefacta
Entre 1979 y 1983 trabajó en la UNAN (Managua) como profesor de Filosofía y Literatura. 
Desde 1988 se dedica de tiempo completo al periodismo cultural en El Nuevo Diario y otras publicaciones.. 